# Pervalka
Pervalka (Nehrungskurisch: Pērvelka, deutsch Perwelk) ist ein Fischerdorf auf der Kurischen Nehrung in Litauen und gehört zur Gemeinde Neringa.

## Geografie
Das Dorf liegt in der Mitte der litauischen Seite der Nehrung, gehört zum Amtsbezirk Preila-Pervalka der Gemeinde Neringa und gilt daher statistisch nicht mehr als Dorf.

## Dorfstruktur

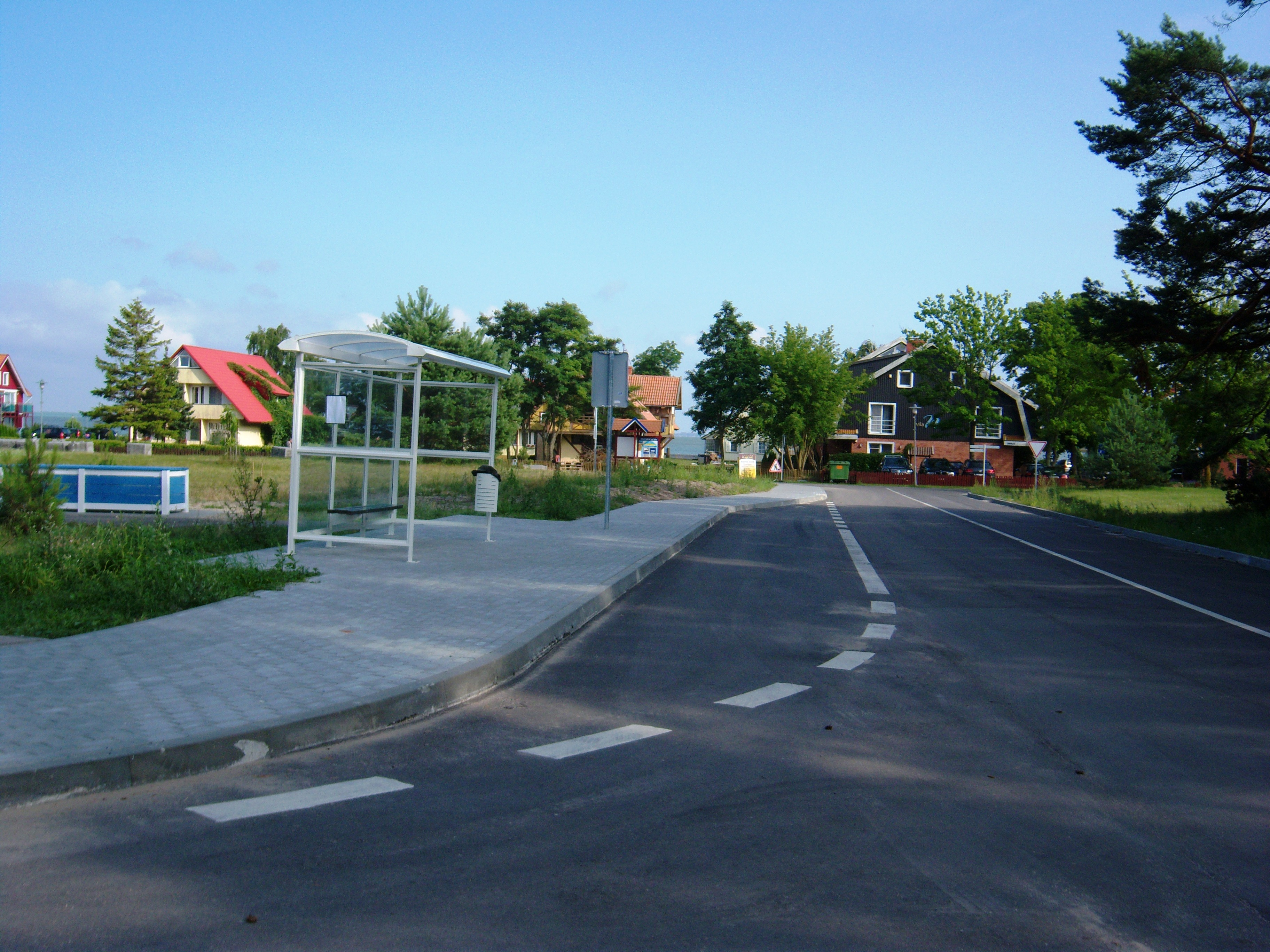
Einfahrt

Mit etwa 40 ständigen Einwohnern ist es die kleinste Ortschaft von Neringa, wie in allen Orten der Nehrung erhöht sich aber die Einwohnerzahl im Sommer deutlich durch Urlauber und Saisonarbeitskräfte des Fremdenverkehrs. Das Dorf ist sehr von pittoresken Fischerholzhäusern geprägt, von denen viele im Sommer Ferienhäuser sind; die bislang wenigen Neubauten beinhalten vor allem Ferienappartements. Die Siedlung liegt 18 Kilometer nördlich von Nida und 34 Kilometer südlich von Klaipėda entfernt, an der Pervalka-Bucht des Kurischen Haffs. Im Westen ist sie von einer Dünenkette umringt. Westlich des Ortes verläuft heute die litauische Regionalstraße KK 167 von Klaipėda bis zur litauisch/russischen Grenze nahe Nida (zur Weiterfahrt auf der russischen Fernstraße R 515 bis nach Selenogradsk (Cranz)).
Vor 1945 war Perwelk ein Wohnplatz der Gemeinde Preil (heute litauisch: Preila) im Kreis Memel und gehörte zwischen 1923 und 1939 zum Memelland. Nach der Volkszählung im März 1897 sprachen in Preil und Perwelk noch 250 Einwohner Nehrungskurisch (siehe auch Nehrungskuren), die Mehrheit der damaligen Einwohnerschaft. Bis zum Endes des Ersten Weltkriegs gehörte der Ort zu Preußen und war Teil Deutschlands.

## Name
Der Name leitet sich nehrungskurisch von „pervalkas“ ab: Stelle zwischen zwei Gewässern, wo Kähne und Boote über Land hinüber zum anderen Gewässer geschleppt werden. Perwelk wurde 1844 von Bewohnern der unter Wanderdünen begrabenen Dörfer Nagliai (Neegeln) und Karvaičiai (Karwaiten) gegründet.

## Kirche
Die mehrheitlich evangelische Bevölkerung Perwelks, im 19./20. Jahrhundert noch größtenteils Nehrungskuren, gehörte bis 1945 zum Kirchspiel Nidden (heute litauisch: Nida) im Kirchenkreis Memel (Klaipėda) innerhalb der Kirchenprovinz Ostpreußen der Kirche der Altpreußischen Union. Die Bindung nach Nida besteht noch heute als an eine Pfarrei, die nun zur Evangelisch-lutherischen Kirche in Litauen gehört.

## Traditionelle Fischerhäuser

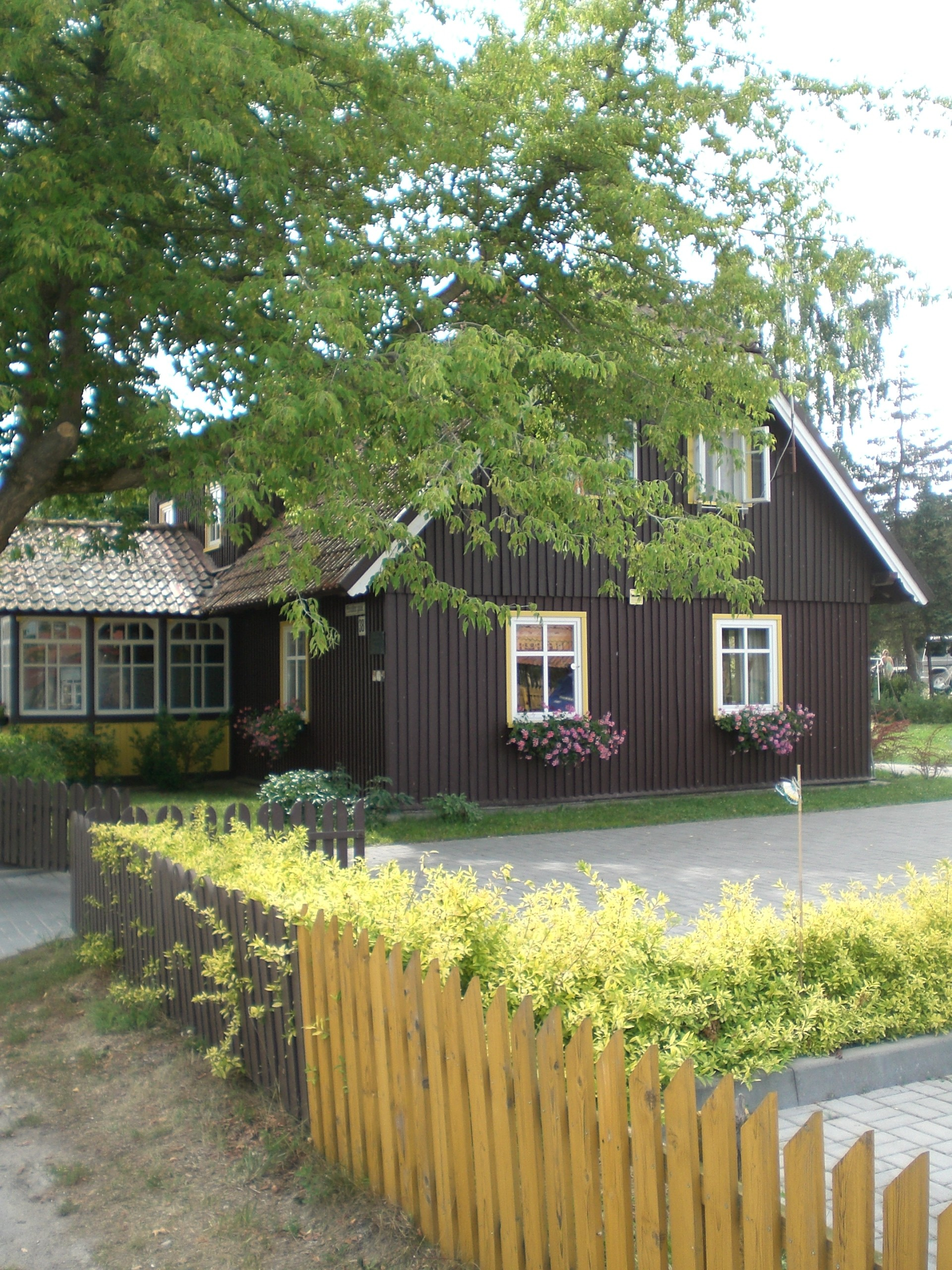
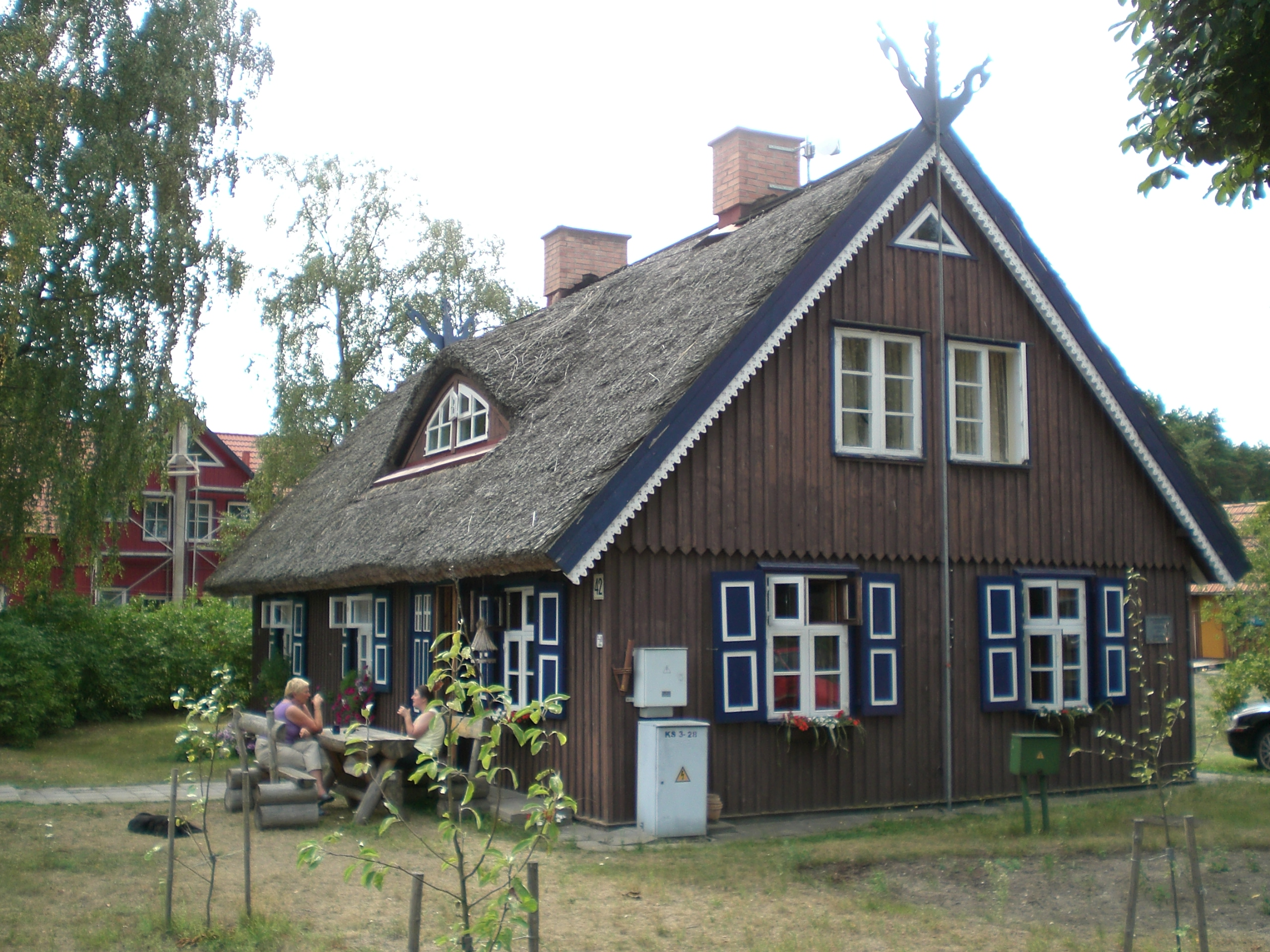
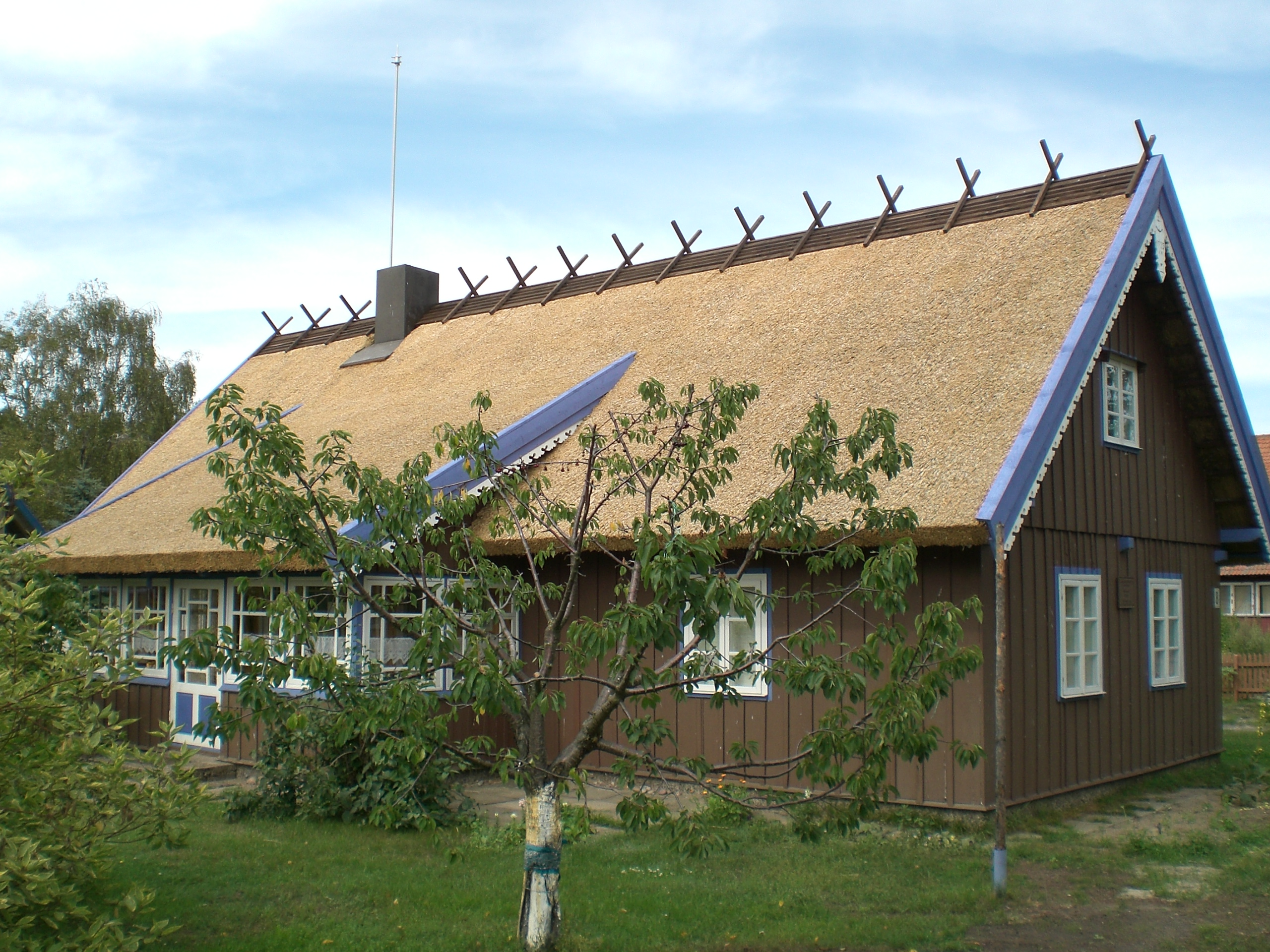
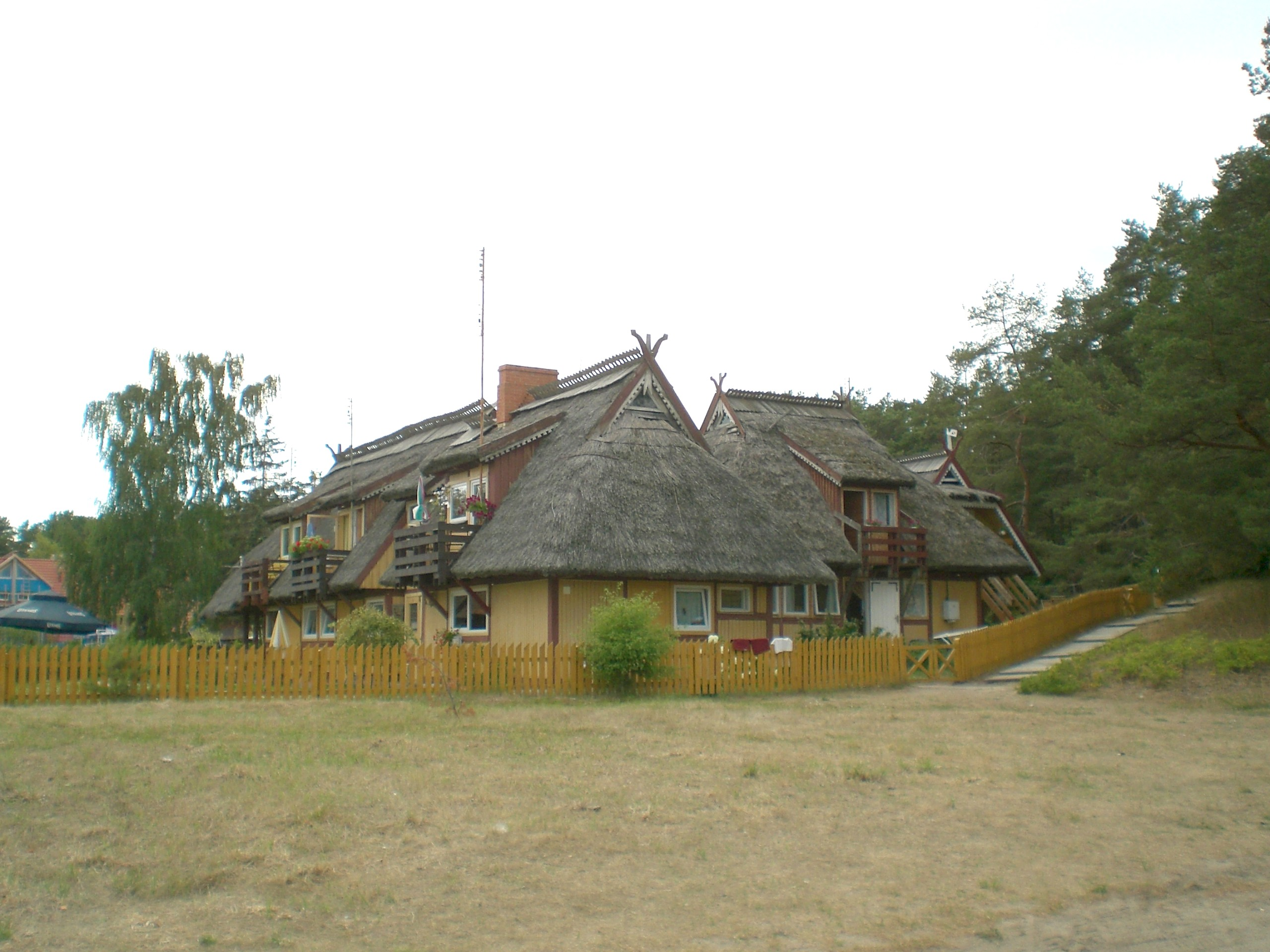